# Manon Bernard (volley-ball)
Pour les articles homonymes, voir Bernard et Manon Bernard.
Manon Bernard, née le 23 janvier 1995 à Montfermeil (Seine-Saint-Denis), est une joueuse internationale française de volley-ball évoluant au poste de libéro au Béziers Volley, en Ligue A.
Elle mesure 1,75 m et joue pour l'équipe de France depuis 2018.

## Biographie
Native de Seine-Saint-Denis, Manon Bernard est une ancienne pensionnaire du pôle France de Châtenay-Malabry. En 2012, elle rejoint le club de Vandœuvre Nancy où elle joue en Championnat Élite (2e division nationale) puis en Ligue A, avant de tenter l’expérience de l’étranger dans le très homogène Championnat d’Allemagne avec les Ladies in Black d’Aix-la-Chapelle. Elle déclare sur cette expérience d'une année outre-Rhin : « C’était plus une opportunité qu’une volonté, et je ne regrette rien du tout. Je me suis clairement mise en danger. C’était une prise de risque en effet, mais j’ai eu une coach qui était très bien et j’ai aussi travaillé différemment sur le plan technique. On avait une équipe avec de jeunes joueuses, des potentiels venus d’un peu partout, des filles vraiment au top. » Elle retrouve ensuite le Championnat de France sous le maillot de Mougins, avant de signer un contrat de 2 saisons au VBC Chamalières en juin 2021.

## Clubs
- Vandœuvre Nancy (2012–2019)
- LB Aix-la-Chapelle (2019–2020)
- Mo Mougins (2020–2021)
- VBC Chamalières (2021–2023)
- Béziers Volley (2023–)

## Palmarès

### En sélection nationale
- Ligue européenne (1) : 
  -  Vainqueur en 2022.

- Tournoi de France (amical) : 
  - Finaliste en 2022.

### En club
- Supercoupe de France :
  - Finaliste en 2023.

- Championnat de France Élite (1) :
  - Vainqueur en 2015.